# 柳喬之
柳 喬之（やなぎ たかゆき、1990年8月6日 - ）は、日本の俳優・ファッションモデルである。鹿児島県出身。熊本大学法学部卒業。
現在はニューヨークのモデル事務所RED Model Managementに所属。

## 略歴・人物
子供のころより俳優志望であり、「ラジオの仕事がしたい」という理由もあり芸能界入りを志す。大学在学中、オーディションサイトを通じたオーディションを経てボックスコーポレーション所属となり、2012年10月に舞台『喫茶ボギー』でデビュー。『Asia Model Festival Awards 2013 NEW STAR MODEL』にて審査員特別賞を受賞した。
2015年10月より『仮面ライダーゴースト』に出演。住職役を演じるにあたり、剃髪して五厘刈りにした。
2018年7月よりニューヨークに拠点を移して活動する。
趣味は音楽鑑賞・映画鑑賞、特技はバスケットボール。

## 出演

### テレビドラマ
- 雲の階段 第5話（2013年5月、日本テレビ）
- 仮面ティーチャー（2013年7月 - 9月、日本テレビ） - 戸田喬 役
- よろず占い処 陰陽屋へようこそ 第6・7話（2013年11月、関西テレビ）
- 失恋ショコラティエ 第1話（2014年1月、フジテレビ）
- 三匹のおっさん シーズン1 第1話（2014年1月、テレビ東京）
- BORDER 警視庁捜査一課殺人犯捜査第4係 第7話（2014年5月、テレビ朝日）
- 喰う寝るふたり 住むふたり 第8話（2014年6月、NHK BSプレミアム）- 町田智 役
- ST 警視庁科学特捜班 第2話（2014年7月、日本テレビ）
- 私たちがプロポーズされないのには、101の理由があってだな 第5話（2014年12月、LaLa TV）
- デート〜恋とはどんなものかしら〜 第2話（2015年1月、フジテレビ） - ケンヤ 役
- 人間観察ミーティングドラマ ただいま会議中 第7話（2015年3月、NHK Eテレ）
- 連続ドラマW 予告犯 -THE PAIN-（2015年6月、WOWOW）
- 東京撫子 第9話（2015年5月、テレビ東京）
- 松本清張ミステリー時代劇 第8話（2015年7月、BSジャパン） - 久太郎 役
- 仮面ライダーゴースト（2015年10月 - 2016年9月、テレビ朝日） - 御成 役
- グーグーだって猫である2 第3話（2016年6月、WOWOW）
- 増山超能力師事務所 第5話（2017年2月2日、読売テレビ） - 田丸俊介 役

### バラエティ
- 方言彼氏。（2013年10月 - 12月、東名阪ネット6・ひかりTV）[8]

### 映画
- 生贄のジレンマ（2013年7月13日） - 藤林翔一朗 役
- WOOD JOB! 〜神去なあなあ日常〜（2014年）
- イン・ザ・ヒーロー（2014年）
- 神さまの言うとおり（2014年）
- 仮面ライダーゴースト（東映） - 御成 役
  - 仮面ライダー×仮面ライダー ゴースト&ドライブ 超MOVIE大戦ジェネシス（2015年12月12日）
  - 仮面ライダー1号（2016年3月26日）
  - 劇場版 仮面ライダーゴースト 100の眼魂とゴースト運命の瞬間（2016年8月6日）
  - 仮面ライダー平成ジェネレーションズ Dr.パックマン対エグゼイド&ゴーストwithレジェンドライダー（2016年12月10日）
  - 仮面ライダー平成ジェネレーションズ FINAL ビルド&エグゼイドwithレジェンドライダー（2017年12月9日）[9]
- ちょっとまて野球部！（2018年1月27日） - 木村圭侍 役
- あまのがわ（2018年10月30日） - 鷲尾星空 役

### 舞台
- 喫茶ボギー（2012年） - 江戸川ロビン 役
- The Night Of Christmouse〜クリスマウスの夜〜（2012年） - 荻原ヨシオ 役
- 14番目の月〜僕たちが貴女をキレイにします!!〜（2013年）
- 熱帯男子2（2013年）
- ロマンス 2015（2015年）

### 配信ドラマ
- 最後に誰かと誰かがキスをする（2014年、フジテレビYouTube公式チャンネル）
- ロッテ SWEET FILMS 第2弾 コアラのマーチ×アベラヒデノブ監督「MY NAME」（2015年）
- 仮面ライダーゴースト 伝説!ライダーの魂!（2016年） - 御成 役

### オリジナルビデオ
- 戦慄ショートショート コワバナ クイーンズコレクション「死人の恋煩い」（2013年） - 新庄 役
- 恋愛ごっこ（2013年、LOVEPEACE）[10]
- 仮面ライダーシリーズ - 御成 役
  - 仮面ライダーゴースト 一休眼魂争奪！とんち勝負（バトル）!!（2015年）
  - てれびくん超バトルDVD 仮面ライダーゴースト 一休入魂！めざめよ！オレのとんち力!!（2016年）
  - 仮面ライダーゴースト アラン英雄伝 第三章・最終章（2016年 - 2017年）
  - てれびくん超バトルDVD 仮面ライダーゴースト 真相！英雄眼魂のひみつ！（2016年）
  - ゴースト RE:BIRTH 仮面ライダースペクター （2017年4月19日）

### CM
- サークルKサンクス「+K 楽天ポイントカード」
- 日本中央競馬会 スプリンターズステークス (2014年)
- アサヒ飲料「三ツ矢フルーツサイダー」帰りの相談編 （2015年）
- スクウェア・エニックス「スクールガールストライカーズ」カフェ編 （2015年）
- ANA「国際線」きっと景色がちがう。編 （2017年）

### ミュージック・ビデオ
- ケラケラ「さよなら大好きだったよ」（2013年）
- 高杉さと美「空も飛べるはず」「瞳をとじて」「桜坂」（2013年）[11][12]
- HY「会いたい」（2014年）
- 一青窈「他人の関係 feat. SOIL&“PIMP”SESSIONS」（2014年）
- コブクロ「hana」（2015年）

### ゲーム
- 仮面ライダー ブットバソウル（2016年8月4日、アーケード） - 御成 役[13]

### 玩具
- 仮面ライダーゴースト DX御成眼魔アイコン（2016年12月20日） - 御成 役

### その他
- 紺野理々『西野に世界は無理だろう』（2013年、泰文堂） - 表紙モデル